# Dinastia Zhou
Dinastia Zhou (chineză:周朝; pinyin: Zhou Cháo; Wade-Giles: Chou Ch. `ao; a durat între anii 1045 î.Hr. și 256 î.Hr.) este o dinastie chineză din Antichitate, succesoare a dinastiei Shang și apoi urmată de  dinastia Qin. Dinastia Zhou a durat mai mult decât orice altă dinastie din istoria Chinei, deși controlul efectiv politic și militar a Chinei de către dinastie a durat doar în timpul dinastiei Zhou de Vest. În timpul dinastiei Zhou, a fost introdusă prelucrarea  fierului în China, în timp ce această perioadă a istoriei chineze este cunoscută ca apogeul  lucrului în bronz. Dinastia, de asemenea, a durat din perioada în care limba scrisă a evoluat de la etapa veche așa cum se vede din inscripțiile pe bronz din Zhou de Vest, pînă la  începutul etapei moderne, sub forma  unui script arhaic clerical care a apărut în perioada tardivă a Statelor Combatante. În intervalul acestei perioade a trăit Confucius , un filozof chinez care a pus bazele unor doctrine religioase și administrative care au avut o mare importanță în evoluția Chinei și a celorlalte zone din Asia de Est .